# Färjestaden
Färjestaden – miejscowość (tätort) w Szwecji, w regionie administracyjnym (län) Kalmar, w gminie Mörbylånga.
Według danych Szwedzkiego Urzędu Statystycznego liczba ludności wyniosła: 5645 (31 grudnia 2015), 5869 (31 grudnia 2018) i 5966 (31 grudnia 2019).